# Rhamnus songorica
Rhamnus songorica là một loài thực vật có hoa trong họ Táo. Loài này được Gontsch. miêu tả khoa học đầu tiên năm 1936.